# Hochschoberhütte
Hochschoberhütte – schronisko wysokogórskie kategorii I Alpenverein Edelweiss (sekcja ÖAV), położone na wysokości 2 322 m n.p.m. na południowych stokach Hochschobera, w górnym Leibnitztal, w Tyrolu, w Austrii.

## Historia
Grunt pod pierwsze schronisko zakupiła w 1914 r. sekcja Wiener Lehrer DuOeAV. Budowę ukończono w 1921–22, a uroczyste otwarcie miało miejsce 30 czerwca 1922. W latach 20. i ponownie w 1934–35 obiekt rozbudowano i ponownie poświęcono 21 lipca 1935. Po pożarze w 1983 r. schronisko wzniesiono na nowo w 1985–87; otwarto latem 1987.

## Charakterystyka i oferta
Schronisko dysponuje 12 miejscami sypialnymi i 38 miejscami w magazynie. Jest popularnym punktem wyjściowym na:
- Hochschober (3 240 m)
- Hoher Prijakt (3 064 m)
- Niederer Prijakt (3 056 m)

Zaopatrzenie prowadzone jest transportem helikopterowym. Obiekt czynny jest od połowy czerwca do połowy września.

## Dojazd i dojście

### Dojazd samochodem
Z Lienz (Osttirol) drogą Felbertauernstrasse do Ainet, dalej przez Oberleibnig do parkingu "Förstner Brindl" przy moście nad Leibnitzbach (1 656 m).

### Podejście
Z parkingu Leibnitzbachbrücke szlakiem Eduard-Jordan (nr 914) przez Leibnitz Alpe do schroniska. Czas przejścia: ok. 2,5 h.

## Turystyka i trasy
- Wejście na Hochschober (3 240 m) – szlak normalny
- Wejście na Hoher Prijakt (3 064 m)
- Wejście na Niederer Prijakt (3 056 m)
- Przejście do Lienzer Hütte przez Leibnitztörl (2 591 m)
- Przejście do Lienzer Hütte przez Mirnitzscharte (2 743 m)
- Wyprawa do Alkuser See (2 432 m)
- Wejście na Kreuzspitze (2 937 m)